# Comme des lions
Pour plus de détails, voir Fiche technique et Distribution.
Comme des lions est un documentaire français de Françoise Davisse, sorti en 2016. Il retrace les deux années de lutte, de 2011 à 2013, de salariés de l'usine PSA d'Aulnay-sous-Bois, promise à la fermeture. Le titre vient du slogan des grévistes : « Battons-nous comme des lions ! »
Le film n'est pas basé sur des entretiens à froid ni sur des commentaires en voix off. Le conflit est vécu « de l'intérieur », les débats et les réactions des salariés ayant été filmés au jour le jour, pendant deux ans.

## Synopsis

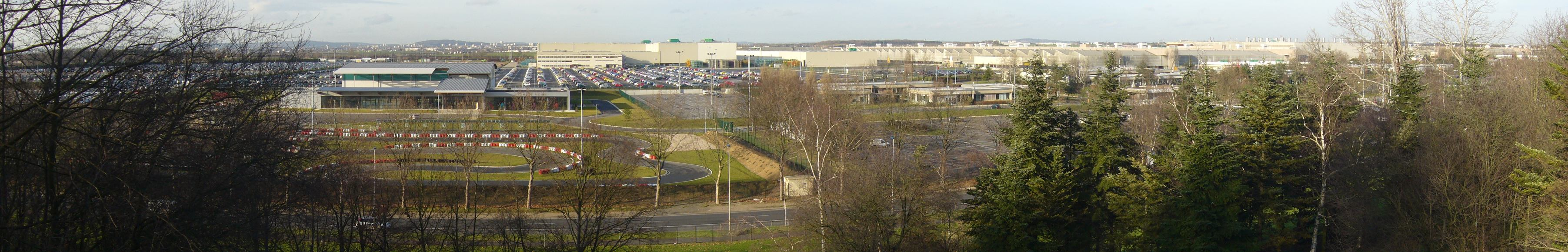
L'usine PSA d'Aulnay en 2007.

En juin 2011, une fuite révèle que le groupe PSA prévoit une diminution de la production en 2012, l'annonce d'un plan social en 2013 et la fermeture de l'usine d'Aulnay en 2014. La CGT décide de publier le document. La direction affirme qu'il s'agit là d'un projet caduc. Les militants s'efforcent de convaincre les ouvriers que la menace est bien réelle. La lutte commence. Les syndicalistes expérimentés, plutôt que d'imposer leurs décisions, décident de se mettre en retrait : chaque salarié, qu'il soit syndiqué ou non, a le droit de proposer, d'être écouté. Il peut voter, selon le principe « un ouvrier, une voix ».

### Annonce de la fermeture
Le 12 juillet 2012, le président du directoire de PSA, Philippe Varin, annonce pour 2014 l'arrêt de la production à Aulnay de la C3 II. Elle sera désormais assemblée sur le site de Poissy. Le plan de restructuration prévoit la suppression de 8 000 postes en France, dont la totalité de ceux d'Aulnay : les 3 000 employés d'Aulnay seront reclassés, promet la direction, pour moitié en interne, pour moitié dans des entreprises proches du site. En octobre, les salariés formulent leurs revendications. Le 23 octobre, la direction accepte la mise en place d'un calendrier de négociations sur le plan de sauvegarde de l'emploi. Le même jour, l'État annonce qu'il va garantir jusqu'à sept milliards d'euros d'emprunts d'une filiale de PSA, la BPF (Banque PSA Finance).

### La grève
Le 16 janvier 2013, une grève commence à Aulnay. Le 8 mars, les salariés de l'usine occupent le siège de l'UIMM (Union des industries et métiers de la métallurgie) pour protester contre le refus de PSA de négocier et contre le refus du gouvernement de nommer un médiateur. Les grévistes dénoncent le projet d'accord proposé par la direction. Le 18 mars, tandis que s'ouvre un comité central d'entreprise (CCE) chargé d'examiner ce projet, ils manifestent devant le siège de PSA, avenue de la Grande-Armée, en scandant : « On est des ouvriers, pas des casseurs. Les casseurs, ce sont les patrons. » Le projet de la direction est accepté par les syndicats, à l'exception de la CGT. La direction met en place le plan social. Des entretiens individuels et des mutations provisoires cherchent à encourager à la reprise du travail. Le 27 mars, les grévistes envahissent la Direction générale du travail (DGT). Le lendemain, ils occupent le siège du Medef, d'où ils sont expulsés par les gendarmes mobiles.
En avril 2013, contrairement aux promesses de reclassement faites par la direction, une moitié seulement des salariés d'Aulnay sont repris dans d'autres usines, et 1 227 salariés se retrouvent sans emploi. Le 21 avril, après un mois de bras de fer avec les grévistes, la direction accepte la levée de toutes les sanctions et des plaintes pénales. Elle propose à chaque gréviste une indemnité exceptionnelle de 20 000 euros en échange de son départ avant le 31 mai. Les grévistes se concertent : faut-il poursuivre le mouvement en réclamant plus, au risque de perdre cet acquis ? Ils optent finalement pour la prudence. Le 17 mai, la grève prend fin. Elle a duré quatre mois.

### Fermeture de l'usine
Le 31 mai, 180 grévistes sur 220 sont partis. La production ne redémarre pas vraiment. Le 25 octobre, la dernière C3 sort « symboliquement » des chaînes de montage. En décembre, l'atelier-montage d'Aulnay ferme. En avril 2014, l'usine ferme.

## Quelques protagonistes
Le film n'est pas basé sur des entretiens ni sur des analyses, il ne met pas en avant des experts ni des responsables. La cinéaste enregistre au jour le jour les réactions des ouvriers dans les comités de grève ou dans les débats improvisés : suggestions, hésitations, emportements… Chacun, syndiqué ou non-syndiqué, est placé sur un pied d'égalité. Françoise Davisse a choisi de s'installer dans le camp des grévistes pour voir le combat « de l'intérieur ». Elle montre peu les non-grévistes. Elle les rencontre, mais nombre d'entre eux — au contraire des grévistes — ont peur de parler.
- Ahmed, gréviste.
- Philippe Julien, secrétaire CGT de l'usine[2].
- Agathe, magasinière cariste, militante CGT de l'usine.
- Jean-Pierre Mercier, cariste, délégué CGT de l'usine : « On ne cassera rien, on sera toujours très gentils, mais je peux vous assurer qu'on va les faire transpirer, là-haut[15]. »
- François Hollande. Le 2 mai 2012, candidat à la présidence de la République, il se rend à un débat électoral. Il répond aux salariés d'Aulnay venus l'attendre devant les studios de télévision. Il promet de les recevoir s'il est élu[16]. Il est élu, mais ne les reçoit pas[17].
- Salah Keltoumi, cariste, délégué CGT à l'usine. Le 28 mars 2013, embarqué par les gendarmes mobiles devant le siège du Medef, il lance : « Vous direz à Hollande que le changement avec lui, ça ne sera pas pour demain. Il s'aplatit devant les patrons et il nous fout dans des paniers à salade, la honte, parce qu'on défend notre emploi[4],[15]. »
- Jean-Pierre Elkabbach, journaliste d'Europe 1. Le 4 février 2013, il conclut un échange avec Jean-Pierre Mercier en disant à l'antenne : « La contestation, Jean-Pierre, merci, elle est utile, mais les cris, les invectives, les menaces, les coups le sont beaucoup moins[12],[18]. »
- Najat Vallaud-Belkacem, porte-parole du gouvernement.
- Arnaud Montebourg, ministre du Redressement productif.

## Fiche technique
- Titre : Comme des lions
- Réalisation : Françoise Davisse
- Scénario : Françoise Davisse[19]
- Photographie : Françoise Davisse
- Montage : Geoffroy Cernaix
- Musique : Mouss et Hakim Amokrane[20]
- Production : Estelle Robin You[21]
- Sociétés de production : Les films du Balibari ; coproduction Les productions du Verger (producteurs Jérôme Laffont, Joachim Thôme) et Gsara (producteur Olivier Burlet)[15] ; financement participatif sur Touscoprod[2]
- Société de distribution : Point du Jour (France, en salles)[19]
- Pays d’origine :  France,  Belgique
- Langue : français
- Genre : documentaire
- Durée : 115 minutes[20]
- Dates de tournage : novembre 2011[4] à 2013
- Date de sortie en salle : 23 mars 2016[22]

## Production

### Intentions de la réalisatrice
« Juste avant les élections présidentielles de 2012, dit Françoise Davisse, je trouvais qu'il y avait, en France, un climat général de morosité, de désespoir. Pourtant, à Aulnay-sous-Bois, des salariés avaient décidé de se bagarrer pour sauver leurs emplois. J'ai eu envie de filmer leur combat au plus près, leur stratégie, leurs dialogues, leurs réactions, de faire d'une certaine manière un film d'action avec des gens atypiques, et non un film militant au sens syndical du terme. »

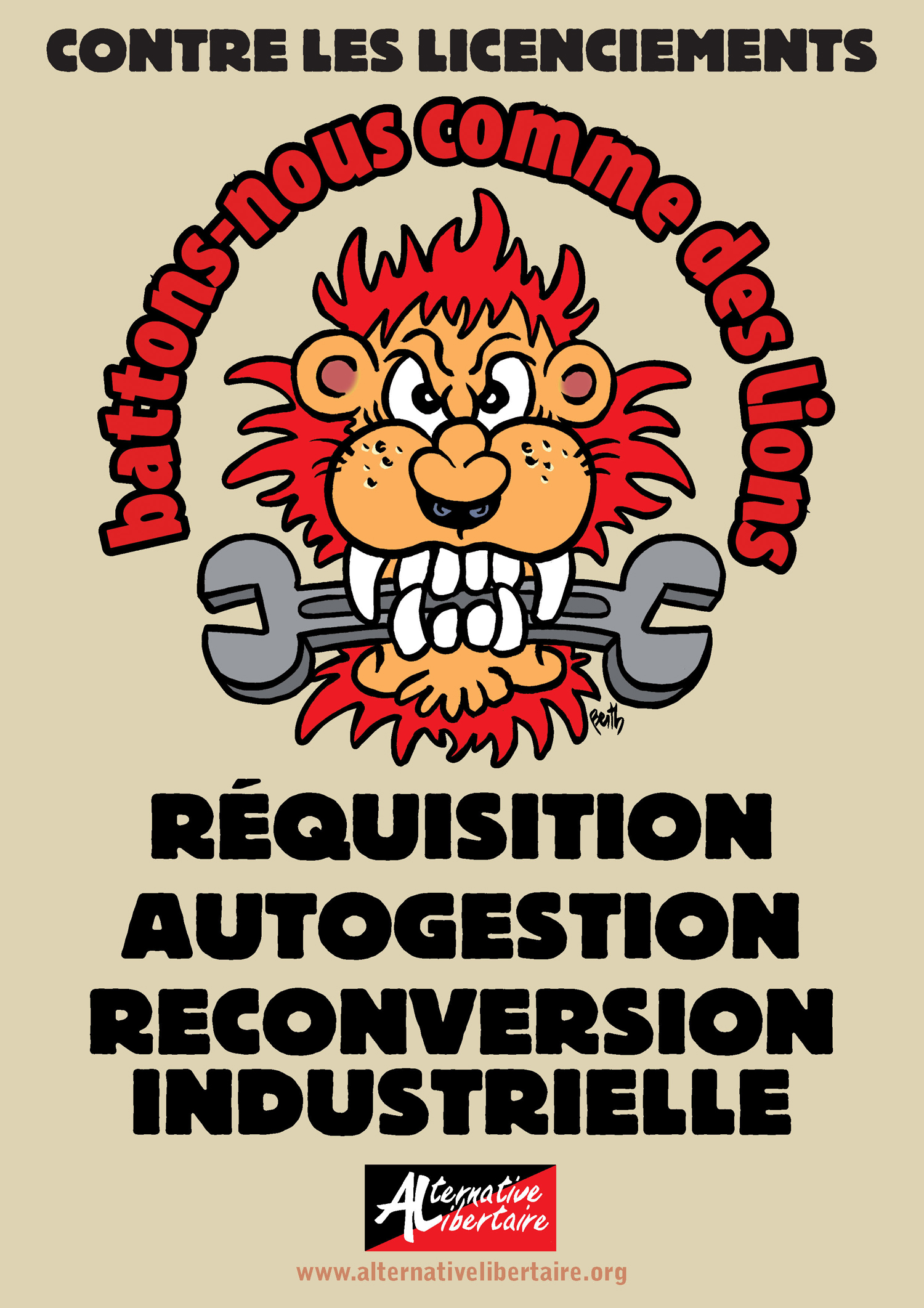
Affiche d'Alternative libertaire contre la fermeture de l'usine. Éditée fin 2012. Dessin de Berth.

La réalisatrice tient à ce que son documentaire soit « comme un film » : non pas des entretiens ou des commentaires à froid, pas de voix off, mais « du dialogue, de la vie », des gens qui « existent par eux-mêmes ».
Elle veut retenir les côtés positifs de l'aventure : « Le conflit d'Aulnay a montré que les salariés, même lorsqu'ils sont non qualifiés, sont capables d'avoir un point de vue et de le défendre, de devenir des experts […] Il faut faire l'expérience des luttes pour se rendre compte de sa propre force, de sa propre valeur. » En revanche, elle se défend d'avoir fait un film partisan : « Je ne l'ai pas fait pour convaincre, mais pour que chacun se demande : « Qu'aurais-je fait à leur place ? » Le titre vient du slogan imprimé sur T-shirts et affiches des grévistes : « Battons-nous comme des lions ! »
Françoise Davisse ignore tout de la violence du monde du travail. Elle la découvre à Aulnay : cette violence « se manifestait par les mensonges de la direction, par sa volonté d'étouffer toute velléité de réaction de la part des salariés en mettant en place une stratégie très élaborée, à un niveau que je n'imaginais pas. » La réalisatrice entend François Hollande affirmer que le plan de fermeture de l'usine n'est « pas acceptable en l'état ». « Au final, dit-elle, il a validé le plan initial. C'est très choquant. Les politiques ont montré toute leur impuissance : le mensonge était aussi du côté de l'État et du gouvernement. »

### Tournage
Le tournage commence en novembre 2011 et va se poursuivre durant tout le conflit. Au début, Françoise Davisse s'introduit de manière clandestine dans l'usine : les militants la font passer pour une représentante CGT, ce qui lui permet de filmer les réunions dans le local syndical. Certains plans, dans l'usine même, sont filmés clandestinement par des ouvriers à qui la réalisatrice confie des caméras. Puis, lorsque l'usine est occupée, elle peut tourner librement, comme il est permis dans le cadre d'un conflit social. Le montage s'effectue en Belgique, grâce à l'aide du Parti socialiste belge.

### Financement
Tout le tournage s'effectue sans avoir trouvé le financement. Le budget du film ne peut être bouclé que grâce à une campagne de financement participatif sur la plateforme Touscoprod. Des anciens salariés et des militants participent.

## Accueil
Le film obtient, sur le site allocine, la note de 3,4 sur 5 de la part des critiques et de 4,1 de la part des spectateurs.
- Télérama : « Pendant deux ans, la réalisatrice a tout filmé : les AG fraternelles ou bien houleuses, le charisme des leaders syndicaux, mais aussi l'investissement surprise d'ouvriers lambda révélés par l'adversité, et l'heure amère des choix[30]… »
- Le Parisien : « Chaque décision est soumise à un vote, à l'issue de discussions passionnantes à suivre pour le spectateur qui se voit alors plongé au cœur du conflit, comme si lui-même était au milieu des ouvriers[24]. »
- La Nouvelle Vie ouvrière : « En plongeant au cœur de la bataille, Françoise Davisse donne à voir ce qu'aucune télévision ne montre. Les réunions houleuses, les doutes, les votes à main levée, le comité de grève qui décidera « au-dessus des syndicats », la caisse de solidarité qui délivrera des chèques aux grévistes plus importants que leurs salaires d'ouvriers, les tensions avec les cadres, les arguments-choc des ouvriers, leurs réflexions, leurs doutes, leur fraternité[4]. »
- Les Inrockuptibles : « Une plongée vivifiante dans la chaleur des AG, dont on ressort avec le sentiment que la lutte mérite d'être menée[12]. »
- L'Humanité Dimanche : « Les gens s'attendent à un docu sur une fermeture d'usine et découvrent un film d'aventure qui donne une pêche d'enfer[31]. »
- Première : « L'immobilisme politique, l'hypocrisie patronale et la difficile solidarité des salariés sur le long terme sont exposés ici dans toute leur complexité. Délibérément orienté, parfois brouillon, mais plein d'humanité[32]. »
- Studio Ciné Live : « Comme des lions a le mérite de mettre des visages sur des statistiques et de montrer comment la fraternité entre ouvriers peut se révéler plus essentielle que le résultat d'un bras de fer perdu d'avance […] Un hommage poignant à un monde qui se meurt en refusant de se laisser piétiner[13]. »
- Le Monde : « Ce documentaire rend hommage à la pugnacité de ces travailleurs dont la lutte, si elle ne fut pas victorieuse, aura eu le mérite de révéler le double discours de la direction du groupe et l'hypocrisie de politiques qui n'ont pas tenu leurs promesses[33]. »
- Le Canard enchaîné : « Ce documentaire […] établit pour de bon les mensonges de la direction de l'époque et les manquements d'un État, Hollande en tête, qui a beaucoup fui après avoir beaucoup promis […] Il permet surtout de comprendre pourquoi, entre peurs individuelles et dissensions internes, faire durer le combat est si dur sans perdre quelques griffes[34]. »
- cineseries : « Véritable pamphlet pour le déterminisme social et brûlot radicalement anticapitaliste, ce long-métrage est un modèle pour ce qui est de la volonté de faire découvrir au grand public un événement dont il n'a eu qu'une vision biaisée et une lecture assez peu claire[28]. »
- L'Humanité : « Quand tu es en grève, tu es libre », balance crânement un des grévistes. C'est bien ce sentiment de liberté et de fierté retrouvée qui éclate à l'écran. Quand le cinéma témoigne de cette réalité-là, il fait œuvre d'utilité publique[35]. »
- Grand Angle :" Comme dans tout film officiel, les militants de choc finissent par avoir raison… Passe ainsi à la trappe la non-réintégration des 4 ouvriers licenciés. Dans le film, elle devient fictive. Il est sûrement    encore  trop tôt pour montrer dans un film sur une grève l’autre coté du miroir. Pourtant, à observer le délitement des effectifs syndicaux, personne n’est dupe. Des mythes doivent tomber. Jean-Pierre Melville,bien qu’à cent pour cent gaulliste, n’avait pas filmé que du valorisant dans L’armée des ombres. Il ouvrait ainsi la voie à d’autres films sur la résistance comme Le franc tireur de Jean Max Causse"